# Partido Laborista de las Islas Salomón
El Partido Laborista es un partido político de las Islas Salomón. El partido fue fundado en 1988 por el Consejo Sindical de las Islas Salomón. El líder del partido es Joses Tuhanuku. El partido ha participado en dos gobiernos: en 1993-94 con Francis Billy Hilly y en 1997-2000 con Bartholomew Ulufa'alu.
Los resultados del partido han sido similares a lo largo de su historia. En 1989 obtuvo dos diputados de 50 posibles. En 1993 consiguió su máximo histórico, cuatro. En 1997 bajó a tres continuando la bajada en 2001 con un solo diputado. En las últimas elecciones, en 2006, el partido perdió su representación, al obtener tan sólo el 0,9 % del total de los votos.
- Datos: Q1076987